# 香港郊野公園
香港郊野公園是指由香港政府將市郊未開發地區的地方劃出，作為康樂及保育用途的公園，地位與國家公園相若。
香港政府在1976年制定《郊野公園條例》（香港法例第208章），並於同年12月3日劃定首3個郊野公園。目前全港已设立了25個郊野公園。2023年，郊野公園吸引了1,300萬人次遊客到訪。

## 發展史

### 早期的郊野保育
早在1844年，香港政府頒布《良好秩序及潔淨條例》（Good Order and Cleanliness Ordinance）的法例，禁止損害樹木和灌木；1913年，烏蛟騰瀑布附近被劃定為樹林護理區；1925年，大埔滘部分林地劃定為大埔樹林護理區。1928年，港島東哥連臣山一帶列為植林禁區，成為香港首個法定保護地區，但當時香港尚未存在法定的郊野公園。 	
1941年至1945年的香港日佔時期，由於市面的燃料供應極為短缺，香港有多處樹林在這數年間大多遭到砍伐殆盡，以用作生火的柴枝。香港重光後的市郊和山區，很多地方都變成寸草不生的荒野。雖然政府當時有進行植林，避免水土流失，但缺乏有系統的植林規劃。
隨著1950年代至1960年代初，從中國大陸不斷有移民湧入，在逃港潮引致人口劇增下，水塘的水源和周邊的山野便顯得有保護的必要。1965年，美國環境科學專家、後來擔任美國喬治梅森大學（George Mason University, USA）環境科學及政策學系客座教授的戴爾博（Lee M. Talbot）應香港政府邀請，偕同妻子（Marty H. Talbot）前來，實地考察香港郊野環境，戴爾博從1950年代開始在東亞進行環境研究工作，在香港的其中一次考察，香港空軍輔助隊派出奧斯特（Auster）單引擎小型飛機接載他們，但在大嶼山以北的上空發生事故，飛機直衝大海，幸運的是沒有人死亡或重傷，翌日有報章譏笑稱這次是「香港首次水底空中勘察」。香港政府漁農處顧問戴南博博士及戴瑪黛夫人於1965年4月合撰一份《香港保存自然景物問題簡要報告及建議》，提出成立專責自然護理的組織，管理郊區；成立法定的保護地區，防止人為破壞山野；進行植林工作，營造一個多樣性的生態系統；展開科學研究，加強對香港生態環境的認識等等。

### 籌備設立郊野公園
1966年4月發生歷時兩晚的天星小輪加價暴動，香港總督戴麟趾決定成立獨立調查委員會進行檢討，委員會將調查結果及檢討的建議撰寫成《一九六六年九龍騷動調查委員會報告書》，報告書提到發生騷亂的其中一個原因是青年人缺乏適當途徑發洩精力和情緒，而當年香港人口有一半是21歲或以下的兒童及青少年，報告書建議港府增加設備，為大眾提供康樂及具有建設性的活動。1967年3月，港督戴麟趾決定組建「郊區的運用和保存臨時委員會」，委員會於翌年發表《郊野與大眾》報告，對康樂和自然保育的需求進行整體的檢討，並且建議成立「郊野議會」為政府提供郊野與康樂相關的意見。1967年5月，香港發生歷時逾半年及牽涉超過八千個真假炸彈的六七暴動，左派團體驅使左派暴徒在香港各區發動炸彈恐怖襲擊，港府在同年12月平息六七暴動後進行深入檢討，由於有炸彈襲擊的被捕者是青少年，情況受到關注，經檢討認為當時的青少年缺乏有益身心的康體活動，在空閒時間容易被鬥委會和三合會等暴力團體驅使進行不法活動，故此港府參考《一九六六年九龍騷動調查委員會報告書》就青少年問題所提出的建議，著手在社區大幅增加康體設施及文娛活動，港府又參照《香港保存自然景物問題簡要報告及建議》及《郊野與大眾》等報告書的建議，試驗將水塘周邊地區開放作為康樂及郊遊之用，把保護水源、生態保育和康樂融為一體，落實開闢郊野公園，建設公共燒烤場及郊遊徑，利用廣大的郊野為青年人提供更多有益身心的康樂設施。
1968年8月有200名男童到西貢參加由駐港英軍、社會福利署與教育司署合辦的露營活動，立法局議員胡百全乘坐直升機前往營地探訪；同月稍後，在英皇御准香港賽馬會贊助下，市政局與香港童軍總會在清水灣合辦夏令營，有一千名年齡8至12歲的兒童到郊區參加四日三夜的露營。在1969年的暑假，社會福利署、市政事務署及多個社區志願團體舉行集體露營活動，為生活在市區擠逼環境的青少年提供到郊野露營的體驗；教育司署和駐港英軍合作舉辦夏令營；香港也有多間公立學校舉辦野外露營。當年的暑假有三萬多名青少年到野外參加遠足或露營活動，參與人數對比當年香港400萬人口已佔相當可觀的比例，港督戴麟趾亦曾經抽空前往位於郊野山區的若干露營營地探訪參加者，由此可見當時的港府對發展郊遊的重視程度；而港府落實建設郊野公園，除了為了保護郊野及集水區，也被認為是出於政治考慮，利用郊區的自然環境，推廣郊野旅遊、燒烤、遠足及露營等康樂活動，藉此消耗年青人在空閒時的多餘精力，疏導情緒及壓力，作為輔助解決青少年問題的措施。

### 建立首批郊野公園
1971年，由「戴麟趾爵士康樂基金」撥出款項，建於城門水塘的「郊遊和燒烤試驗區」開幕，結果反應良好。同年接任香港總督的麥理浩，由於他本人熱愛郊遊，因此大力推動郊野公園的建設，《郊野公園條例》最終於1976年生效，1977年6月24日劃定第一批受法律保護的郊野公園，包括城門、金山、大潭、獅子山及香港仔。同年設計香港仔、大埔滘、大尾篤及新娘潭自然教育徑。1979年大尾篤及香港仔郊野公園遊客諮詢中心開始啟用，1985年位於北潭涌的西貢郊野公園遊客中心啟用，1987年修建第一條「家樂徑」，1992年設立「樹木研習徑」。

### 持續擴展
至2007年3月，香港已劃定了23個郊野公園及17個特別地區（其中11個位於郊野公園之內），總面積41,521公頃，每年遊客約1200萬人次。闢設郊野公園的目的，是為了保護大自然，以及向市民提供郊野的康樂和戶外教育設施。至於闢設特別地區，主要目的是為了保護自然生態。
1996年頒布的海岸公園及海岸保護區規例則更將保護區域包括了香港海洋環境。
漁農自然護理署於2000年代起加強宣傳及教育，以配合郊野公園轉型為供市民探索大自然的場所，如近年出版大量有關香港生態的書籍，又把郊野公園內的黑白資料牌換成彩色，以及更新郊野公園遊客中心的資料等。

## 郊野公園列表
| 編號 | 名稱                   | 劃定日期                                                     | 面積（公頃） | 位置       |
| ---- | ---------------------- | ------------------------------------------------------------ | ------------ | ---------- |
| 1    | 城門                   | 1977年6月24日                                                | 1,400        | 新界中部   |
| 2    | 金山                   | 1977年6月24日 （2013年12月30日曾重劃）                       | 339          | 新界中部   |
| 3    | 獅子山                 | 1977年6月24日                                                | 557          | 新界中部   |
| 4    | 香港仔                 | 1977年10月28日                                               | 423          | 香港島西部 |
| 5    | 大潭                   | 1977年10月28日                                               | 1,315        | 香港島東部 |
| 6    | 西貢東                 | 1978年2月3日 （2013年12月30日曾重劃）                        | 4,494        | 新界東部   |
| 7    | 西貢西                 | 1978年2月3日                                                 | 3,000        | 新界東部   |
| 8    | 船灣                   | 1978年4月7日                                                 | 4,594        | 新界東北部 |
| 9    | 南大嶼                 | 1978年4月20日                                                | 5,640        | 大嶼山南部 |
| 10   | 北大嶼                 | 1978年8月18日                                                | 2,200        | 大嶼山北部 |
| 11   | 八仙嶺                 | 1978年8月18日                                                | 3,125        | 新界東北部 |
| 12   | 大欖                   | 1979年2月23日 （1995年4月7日和2013年12月30日曾重劃）         | 5,412        | 新界西部   |
| 13   | 大帽山                 | 1979年2月23日                                                | 1,440        | 新界中部   |
| 14   | 林村                   | 1979年2月23日                                                | 1,520        | 新界西北部 |
| 15   | 馬鞍山                 | 1979年4月27日 （1998年12月18日曾重劃）                       | 2,880        | 新界東部   |
| 16   | 橋咀                   | 1979年6月1日                                                 | 100          | 新界東部   |
| 17   | 船灣（擴建部份）       | 1979年6月1日                                                 | 630          | 新界東北部 |
| 18   | 石澳                   | 1979年9月21日 （1993年10月22日曾重劃）                       | 701          | 香港島東部 |
| 19   | 薄扶林                 | 1979年9月21日                                                | 270          | 香港島西部 |
| 20   | 大潭（鰂魚涌擴建部份） | 1979年9月21日                                                | 270          | 香港島東部 |
| 21   | 清水灣                 | 1979年9月28日 （1993年曾重劃，「暫借」約18公頃土地予堆填區） | 615          | 新界東南部 |
| 22   | 西貢西（灣仔擴建部份） | 1996年6月14日                                                | 123          | 新界東部   |
| 23   | 龍虎山                 | 1998年12月18日                                               | 47           | 香港島西部 |
| 24   | 北大嶼（擴建部份）     | 2008年11月7日                                                | 2,360        | 大嶼山北部 |
| 25   | 紅花嶺                 | 2024年3月1日                                                 | 530          | 新界北部   |

## 設施
郊野公園內設有具備桌椅的野餐地點、燒烤爐、兒童遊戲設備、涼亭、營地和廁所等。上述設施的設計與天然環境互相配合。此外，山間主要山徑設置了路標，也有行人小徑及家樂徑，供遊人在山林中漫步，欣賞大自然景色。
其他設施
- 具有教育意義的自然教育徑
- 4條長途遠足徑
- 健身徑
- 緩跑徑
- 傷殘人士而設的輪椅徑、傷健樂園
- 晨運園地
- 兒童歷奇樂園
- 郊野公園遊客中心

## 生態
在郊野公園內，有各式各類的動植物可供欣賞。植物方面有本土和外來的品種，如樟樹、楠樹、木荷、台灣相思、愛氏松及紅膠木等。動物則有獼猴、野豬、豹貓、穿山甲、箭豬及松鼠等。雀鳥則有毛雞、大擬啄木鳥、白頭翁、八哥、珠頸斑鳩及黑耳鳶等。此外，並有種類繁多的昆蟲，其中蝴蝶便多達240種。

## 使用
香港的郊野公園深受市民歡迎。2001年統計，前往郊野公園的遊人約1,110萬人次，在 2012年，前往郊野公園的遊人約有1290萬人次，他們所舉行的活動包括漫步、健身、遠足、燒烤以至家庭旅行及露營。

## 問題

### 山火
- 香港秋冬旱季天氣清涼乾爽期間，郊野公園容易發生山火，平均每年有百多次山火，多為人為所致。其中原因多為遊人不小心遺下火種所致。由於不少新界原居民先人的墓地位於郊野公園內，在清明節和重陽節等時節前後因掃墓生火而引起的山火，情況尤其嚴重。

城門郊野公園
- 1986年1月8日，城門、大欖、大帽山郊野公園及大埔滘自然護理區曾發生歷時34小時的大火，焚毀樹木13萬株，受波及的郊區面積約達900公頃，並要暫時封閉以上的郊野公園和地區。[20]

八仙嶺
- 1996年2月10日八仙嶺發生五級山火，導致香港中國婦女會馮堯敬紀念中學3名學生及2名老師死亡，13名學生受傷。
- 2009年1月18日，八仙嶺又發生山火[21]，不過嚴重程度不及1996年山火。

大欖郊野公園
- 2006年11月2日，大欖發生嚴重山火，4部門撲救46小時才撲熄。400公頃、約65,000棵喬木被燒毀，是一香港的生態災難。

### 垃圾
大量垃圾為另一問題。在2001年，郊野公園共被清理出約3,850公噸垃圾。

### 罪案
偷渡客及劫匪非法砍伐羅漢松及土沉香。

### 事件
沙螺洞事件
1979年一間名為「沙螺洞發展有限公司」的發展商開始在沙羅洞收購土地，提出將該處發展為高爾夫球場及住宅項目，包括一個18洞的高爾夫球場、66幢低密度房屋、約200個公寓或單位、160幢新村屋等，共佔地85公頃；其中32公頃在八仙嶺郊野公園之內。計劃於1989年獲郊野公園管理局批准。1992年有環保團體向高等法院提出司法覆核，獲勝訴推翻批准發展的決定；漁農處承認批准是技術錯誤，因為有關的土地位於已有的郊野公園範圍之內。
三號幹線
三號幹線中的郊野公園段原計劃修建於地面，將大欖郊野公園一分為二，嚴重影響生態環境及破壞公園景致。經漁農自然護理署、路政署和運輸署力爭，才將這路段深埋地下，成為一條3.8公里長的大欖隧道連接汀九和元朗，大欖郊野公園才得以保持完整。
郊野公園
2017年1月18日，時任行政長官梁振英發表施政報告，建議利用郊野公園內小量生態價值不高、公眾享用價值較低、位於邊陲地帶的土地用作公營房屋。本土研究社成員陳劍青指出，做法違背《香港2030+：跨越2030年的規劃遠景與策略》（簡稱《2030+》）意向，皆因《2030+》中，政府從未提及任何郊野公園發展，而時任發展局局長陳茂波曾承諾，任期內不會「考慮」發展任何郊野公園，批評一旦發展郊野公園，會觸發骨牌效應。
陳劍青亦指出，施政報告提到將佔地500公頃的紅花嶺納入為郊野公園，但其實紅花嶺即使不劃為郊野公園，本身已是具生態價值的山林資源，而用作起樓的郊野公園邊陲卻會受到實質破壞。

## 保育
漁農自然護理署在2007年8月表示，只會為提供郊野公園「簡單而實際」的設施，以免破坏郊野公园的原生态，因此否決加設如沐浴室等設施的建議。然而，署方有意繼續推廣電燒烤爐，繼於大帽山郊野公園設置後，現正計劃為香港仔郊野公園加設同類裝置。
而最新劃定的北大嶼郊野公園（擴建部份）位於大嶼山北部，佔地達2,360公頃。公園已於2008年11月7日根據《2008年郊野公園（指定北大嶼郊野公園（擴建部分））令》正式劃定。該郊野公園是繼龍虎山郊野公園後最新的一個郊野公園（即香港第24個郊野公園），香港主權移交後第二個劃定的郊野公園，並成為大嶼山面積第二大的郊野公園。擴建北大嶼郊野公園的原因是為了補償香港機場核心計劃和新界西區其他基礎建設對環境造成的破壞。現時該公園的基建工程尚在進行中，預計需時一至兩年。

## 管理
香港郊野公園由漁農自然護理署負責管理一切有關事務，而郊野公園及海岸公園委員會則作為郊野公園及海岸公園管理局總監的諮詢團體。
郊野公園及海岸公園委員會
（任期：2019年9月1日至2021年8月31日）

| - 主席 - 凌嘉勤 教授 - 非官方委員 - 陳家駒先生，S.B.S., J.P. - 陳寶金女士 - 張少強先生，M.H. - 張定安博士 - 崔佩怡博士 - 何深靜教授 - 許焯權教授 - 喬建欣女士 - 劉大偉博士 - 李南玉博士，M.H. - 李以強先生 - 梁鍵瑋先生 - 梁美儀教授，J.P. - 伍世良教授 - 蘇國賢先生 - 鄧展翔博士 - 黃碧茵女士 - 葉溵溵女士 - 余漢坤先生，M.H., J.P. - 余碧芬女士 | - 官方委員 - 漁農自然護理署署長（當然委員） - 漁農自然護理署副署長， 由漁農自然護理署助理署長（郊野公園及海岸公園）擔任候補委員 - 民政事務總署署長， 由民政事務總署助理署長（2）擔任候補委員 - 地政總署署長， 由地政總署助理署長（產業管理）擔任候補委員 - 康樂及文化事務署署長， 由康樂及文化事務署助理署長（康樂事務）（3）擔任候補委員 - 海事處處長， 由海事處助理處長（港口管理）擔任候補委員 - 規劃署署長， 由規劃署助理署長（新界區）擔任候補委員 - 水務署署長， 由水務署助理署長（發展）擔任候補委員 |

郊野公園之友會
郊野公園之友會（Friends of the Country Parks，前稱協護郊野會，簡稱郊友會）成立於1992年，是非牟利機構，為郊野公園活動最為重要的非政府伙伴，由現任或已退任之郊野公園及海岸公園委員會委員和熱心人士組成，以推動香港郊野公園的保育及鼓勵市民善用郊區自然資源為目的，近年致力出版一系列「放眼大自然」的書籍。

## 站外連結
- 漁農自然護理署 郊野公園 （页面存档备份，存于）
- 郊野公園之友會 （页面存档备份，存于）
- 地政總署測繪處－郊區地圖 （页面存档备份，存于）
- 地政總署測繪處－郊區地圖索引 （页面存档备份，存于）
- 3郊野公園覆蓋 （页面存档备份，存于）